# Panisello
Panisello és una varietat d'olivera pròpia de -i amb distribució dins- la comarca del Baix Ebre, a la província de Tarragona. A partir de la dècada dels 90s del segle xx, va començar a expandir-se de forma relativa a les Terres de l'Ebre gràcies a que un planterista la va promocionar des de Tortosa. Possiblement, aquest tipus d'olivera descendeix de la varietat sevillenca. Se la considera una de les oliveres millors per la qualitat i quantitat d'oli que produeix.

## Característiques agronòmiques
Olivera de vigor mitjà, port erecte i ramificació mitjana amb fulla estreta. Pinyol de pes elevat i allargat. El seu fruit s'usa per a l'almàssera ja que les olives -amb un rendiment alt en oli fruitat verd amb connotacions verdes i madures- és ric en àcid oleic. En boca és lleugerament picant i equilibra agradablement el dolç i l’amarg. La seva astringència es considera de baixa intensitat.